# Jadavpur University
Jadavpur University – indyjska uczelnia publiczna w mieście Kolkata. Została założona w 1955 roku.